# 耶和华见证人和血
耶和华见证人的信仰教導之一是根據其所理解的《圣经》教导禁止使用、保存血，包括在紧急情况下输血。这一观点自1945年引入，并不断发展至今。耶和华见证人因此组织成立医院信息服务来促进“无血手术”，其服务还包括医院联络委员会，为信徒提供協助支援。
雖然大部分耶和华见证人接納禁戒血，但是仍有一些信徒不完全贊同。無論是現今医学界抑或是耶和华见证人，這對血的觀點都存在赞扬和批评的声音。有鑑於耶和华见证人的宗教立場，促進了不使用血的醫疗方式和血液替代品的應用。

## 現時教义
禁戒血所根據的《圣经》经文（耶和华见证人所使用的是《圣经》的新世界译本，但在以下所援引经文中），其主要观点如下：
- 生命源于耶和华[2][3]
- 尊重耶和华，故尊重生命[4][5]
- 血即生命[6][7]
- 尊重生命即尊重血，血液离开人体和动物身体后，必须妥善处理（泥土掩埋）[8][7]
- 输血破坏了禁戒血的命令[9]，即使在紧急状况下，也不應通過输血以延续生命[10]
- 血的唯一正当用途——赎罪（或译牺牲，即将血用在祭坛上）[11][12][13][11]
- 因为耶稣基督业已代人类赎罪[14]，如果一个基督徒遵守关于血的诫命，那么就是接受并承认了"只有耶稣基督的宝血能够真正拯救他/她的生命。[15]

### 医学相关
根据守望台组织禁戒血的要求，每个见证人必须向医生详细的咨询，作出必要的不违反良心的选择。
红细胞、白细胞、血小板和血浆的使用尤其被建议避免使用，其它血液成分没有被禁止。然而守望台社强调“一些分离自1种至4种主要成分的产品可能与全血功能类似”。
以下医疗方法被禁止：
- 异体全血输血，或者红细胞、白细胞、血浆或者血小板成分
- 手术前预存自体血液。

下列医疗程序或者方法举例未被禁止，但是每一位耶和华见证人必须自己做出决定是否接受这种成分：
- 血液捐献只用于进一步成分分离红细胞、白细胞、血小板和血浆用于自体或者异体使用。
- “当前治疗”的部分自体输血。
- 血液稀释法，通过收集患者失血，加入不含血液的膨胀剂，然后回送患者的循环系统，血液始终保持流动。
- 失血回收法 (自体)或者 cell-saver scavenging，收集循环系统经创口流出的血液，清洁後回送患者体内。
- 心肺机，人体血液进入一个人工的心肺机，经过氧交换后直接返回患者体内。
- 透析法，血液进入一台机器过滤清洁后回送患者体内。
- 隔膜外血液修补术，患者少量血液注入脊髓周围的膈膜，以修补渗漏脊髓液的小孔。
- 血浆除去法，血液离开身体后，去除血浆，加入替代溶液输回患者体内。
- 标记法，血液取出与药物混合，然后输回体内。
- 血小板凝胶，血液被取出并于富含血小板和白细胞的溶液混合。

以下是血液成分中血细胞所含有的微量成分，每个人必须自己做出选择。
- 红细胞部分

- 血红蛋白，红细胞成分，用于输送氧气和二氧化碳，参看血液代用药。
- 氧化高铁血红素，酶抑制剂，用于治疗遗传性血液病卟啉病

- 白细胞成分

- 干扰素
- 白细胞介素

- 血浆成分。

- 白蛋白
- 免疫球蛋白
- 凝血因子, 包括因子 8和因子 9，分离自大量储存血液
- 创伤再生因子

- 红细胞生成素 (EPO)。
- 血红素，化学合成人血红蛋白血液替代溶液
- Hemopure，由牛血分离的血红蛋白血液替代溶液

### 无血手术
除了很多耶和华见证人因为宗教原因拒绝输血，还有一些非见证人患者也选择禁戒血，他们出于非宗教原因如避免艾滋病、乙型或丙型肝炎，和排斥反应。这样无血手术和输血替代疗法就变得更加平常。然而“无血手术”并不是字面上的意思，在手术中还是有输血的。涉及到耶和华见证人和输血，“无血手术” 有时使用的技术和医疗方法与他们对圣经法则要求相反。
全球数千医生用无血手术治疗患者。很多医疗设备也为那些希望避免输血或者像见证人这样的情况的成人和小儿患者提供无血医疗和手术。无论是哪种原因，无血手术确实成功地在诸如开心手术和全髋骨替换手术获得成功。
宾夕法尼亚医院是无血医疗项目的成功例子。全球共有106个医疗中心计划开展无血医疗项目，只在美国就有99家。
耶和华见证人制作的文献记录片展示无血手术技术的好处。这部片子采访全球各地这个领域的很多著名内外科医生。 （页面存档备份，存于） 然而无血专家也指出，无血医疗和手术技术是有限的，使用不同异体血液产品或者自体预储存血液输血是对某些患者标准的治疗方法。 
在医疗急救的情况下，无血医疗可能不适用，输血可能是唯一的挽救生命的方法。这种情况显然十分严重。在这种情况下耶和华见证人可能尽可能请求医生提供可能的最好的替代办法，并尊重他们个人的信仰。如果被问“如果输血可以挽救你的孩子，你还故意让他们死去么?” 守望台教导耶和华见证人父母如此回答：“我会要求医学科技尽所有的可能挽救我孩子的生命，除了输血。”这已经导致其成员的死亡。1994年5月22日的《警醒！》杂志说：“在之前的时间里成千上万的年轻人因为把上帝的诫命放在第一位而失去了生命。他们依然坚持这样做，只是争论现在已经从医院和法庭蔓延开来。”但是随着医疗技术的不断进步，新型的血液回收技术和疗法在急救中也发挥了重要作用。只要方法得当，就能在避免输血的前提下最大限度保障伤员生命。

### 医院联络委员会
为了推动不违反禁戒输血前提的手术方法，中央长老团成立了“医院联络委员会”登记可以为见证人患者实行无血手术的医生和外科医生。当前总共有大约1600个这样的委员会分布在200多个国家，超过11万医生注册在上。
“医院信息服务”是耶和华见证人总部的一个部门，专门研究这方面的医学文献，把医学期刊论文翻译成几十种语言。这个部门把信息提供给各地医院联络委员会、医生和医院，为见证人寻找合适的医疗点。
守望台社已经出版的关于医疗问题的信息包括简单的情况和比较详细的输血情况，用于阐述他们的观点。
很多见证人随身携带“医院病历卡或者”或者"Advance Medical Directive/Release card" ("No Blood" card)。在某些国家，一张健康保健长效委任书 (DPA)概述他们在紧急状况下的愿望。他们对医生也预先给出个人的信息，如面临外科或者其它医疗程序可能的包括失血，器官移植或决定在一些情况下是否继续维持他们的生命。当前，一般认为这张卡在澳大利亚没有法律效力。
未成年孩子有一张身份证描述父母或者监护人的希望，包含信息如如何联系父母，亲属或者对儿童负责的人。这个在澳大利亚没有法律效力。

## 耶和华见证人团体内部的肯定
根据目击者的证词，Gertrude Poetzinger的丈夫Martin Poetzinger曾经是1977年耶和华见证人长老团成员。尽管可能位实现1945年7月美国出版的守望台禁戒血的教条。

“When we loose our life because we refuse inoculations, that does not bear witness as a justification of Jehovah’s name. God never issued regulations which prohibit the use of drugs, inoculations or blood transfusions. It is an invention of people, who, like the Pharisees, leave Jehovah’s mercy and love aside.”

毫无疑问的是绝大部分耶和华见证人接受社方的禁戒血的教导，他们的信仰也是稳固的。然而这对于那些不接受守望台社社方信条的见证人似乎作用不大。

## 教义产生的历史
1916年年罗素去世, 约瑟夫·富兰克林·卢瑟福继任。1925输血在一期《黄金时代》被提及。据报道Mr. B. W. Tibble在45次献血。文章强调它拒绝奖励, 因此国王命令授予他荣誉。1927年守望台定位血说“上帝吩咐挪亚每一样受造物… 都不可吃他们的血…”. 1931守望台解释“不止不能吃上帝发对的血,还要避免人血接触到动物血。”这一次守望台并没有把血作为神圣的东西，而是教导人血是神圣的，不能用动物血污染人血。 1940年守望台提到一起输血程序。一名医生捐献1夸脱血拯救了一名胸部中弹的妇女的性命。 卢瑟福并没有提出异议。
1942年去世，Nathan Homer Knorr继任守望台社长，他在1944年写道“外邦人禁止食用和饮用血，不管是输血还是吞服，今天这适用“精神层面到上帝期望的神圣个人, 也就是上帝“其它的羊” 1945年,关于血的教义扩大为不管是自体还是异体血都应当禁戒。 然而禁令并没有给与接受输血的人特别的惩罚措施，1961年1月，接受输血成为违反良心的犯罪行为。 从此守望台逐渐加强了这方面的要求，并成为耶和华见证人的团体附加的义务.作为教义的改变，守望台警告接受输血会失去永生的机会:
“它可能短暂的延长你的生命，但是你失去的是献身基督徒的永生。”
1961年9月守望台教义生命接受血液成分违反上帝律法2个月后，修改为如果是作为接种之用则是被允许的（如牛痘）。
”我接受来自血液主要成分的所有馏分"
守望台的出版物频繁指出输血的负面结果。
"让输血狂热者必须面对的现实是，多次输血导致损伤，传播疾病,频繁导致死亡，这些并没有被公开." 
新闻标题, “Watching the World”引用, Robert Khoury,一个接受输血的人说,“当我恢复后，我有可怕的愿望去偷盗。”
1974年5月22日《警醒!》18页应用美国国会报告:“疾病控制中心声明，肝炎患病率由于很多医生没有报告血清含有肝炎而大幅上升。中心估计一年中可能有3万5000例死亡和50万例感染，由于输血过程中存在于血清中的肝炎病毒。”
1961年《守望台》引用一位巴西有40年经验的外科医生的Dr. Américo Valério的话“精神错乱，性别颠倒、压抑、自卑感犯罪，他们一般尾随输血而来。”《谁是你的医生，为什么》(Who Is Your Doctor and Why?)这本书还引用Dr.Alonzo Jay Shadman说: “任何人体内的血液实际上就是这个人自己，包含着个体的个性。包括遗传性，疾病易感性，个人生活饮食和习惯产生的毒素……这些可能产生自杀、凶杀偷窃冲动的毒素就在血液里。” 
“心脏是一个设计精巧的肌肉泵，但是进一步说，我们的情感和即发能力源于此。爱、恨、希望(好和坏), 对事物的偏爱,野心，恐惧，所有这些激发我们友爱和希望的关联都是来自心.... 据信心脏移植患者，移植完成后，大脑就会有十分剧烈的反应，术后造成严重的情绪问题"  为证明这一点，参考《Medical World News》  Dr. D. E. Schneider, 一位纽约神经和心理学家的文章。
2006年8月《警醒!》突出输血提高肺部严重损伤的危险。(TRALI)2002年单美国就导致500病例死亡。《New Scientist》杂志世界首席科学和技术新闻服务指出“研究人员现在同意TRALI会在每5000例输血种发生一次，这就意味着但在美国一年就可能发生至少5300例TRALI反应，大约导致500人死亡." （页面存档备份，存于） 
1964年, 耶和华见证人禁止给宠物含血食品,，他们甚至鼓励写信给宠物食品制造商无血食物, 把“troubled”字样印在包装上。 这年末，耶和华见证人的医生和护士被通知不能使用输血疗法给见证人。关于给非见证人输血守望台声称，这取决于基督教医生的良心
1982年《守望台》一篇文章澄清，见证人允许水蛭吸血疗法是错误的，因为血是神圣的。
1989年《守望台》声称每一个人必须決定是否接受异体和自体输血(cell saver)疗法。1990年, 发行了一本叫做 How Can Blood Save Your Life?小册子描述了耶和华见证人对血的看法。 
2000年,耶和华见证人进一步澄清禁戒血 成员被建议个人決定是否接受血液成分是否亵渎血的神性。在稍后的文章指出耶和华见证人既不捐献也不预储存血液用于手术。
2001年年5月守望台公布修订的医疗指导和身份卡表明个人立场。并于5月3日开始分发 这个修订版特别强调“异源输血”不可接受，不同于之前(1999版)所述“输血”不可接受。2001修订版有效期指导12月20日。这时守望台废除了2001修改版并声明“批次为‘md-E 6/01’和‘ic-E 6/01’的卡片不再使用。请销毁此批，确保不分发给传道员。” 长老被通知收回1999年旧版医疗指导和身份卡。

## 批评观点
以下内容来自个人的看法和来自医学、伦理方面和关于紧急情况下见证人父母拒绝输血导致儿童死亡的问题。
Kerry Louderback-Wood认为守望台夸大输血的医疗风险。 还有被开除的前见证人Raymond Franz也批评守望台关于的血友病患者书面指示和守望台总部给这些人的口头劝告存在矛盾。有些人觉得当前的政策存在矛盾和不合理指出，因此他们成立如耶和华见证人关于血的改革委员会 （页面存档备份，存于）这样的组织试图改变。
在面对儿童患者时，耶和华见证人的禁戒政策受到争议。在美国，很多医生在涉及儿童监护人的请求时乐意尝试用尽一切无血替代疗法。然而某些州法律要求医生从专业观点出发采用输血疗法，以避免不必要的立即死亡和永久性伤害。但是从联邦巡回法庭和最高法庭的判决中，宪法赋予病人和监护人高于医生自身责任的权力。
Kerry Louderback-Wood发表在《Journal of Church and State》的文章指出守望台社用「微量成分」给当前可接受的血液成分打上标签,导致跟从者误解范围而扩大允许的成分。她还认为，见证人的出版物夸大用血的医疗风险和无血医疗在特殊状况的效果。
被开除的雷蒙德·福朗兹在他的书《道德危机》透露，1975年前血友病患者写信或者打电话到耶和华见证人总部，说他因为只有一次作为药物使用来自血液的凝血因子是被允许的，但是如果超过1次就被认为是使用血了，因此被阻止。1975年6月11日的会议上，长老团调整了观点，决定允许血友病患者重复服用凝血因子。这一变化只是私下通知了询问这一事情的人并没有公布。直到1978年，通过守望台一篇文章讨论血清注射时提及。在此期间有多少血友病成员因选择接受这一治疗而存活下来不得而知。 
抗体注射則是另一个问题，即使血液成分僅占3毫升，但是通常需要使用六萬人份的血品進行製備。

## 参看
- 输血
- 无血手术
- 對耶和華見證人的批評
- 关于耶和华见证人的论战
- Knocking, 关于无血医疗见证人发行的记录片。

### 网站
- 守望台网站 （页面存档备份，存于）
- NoBood—血液管理和疾病避免 （页面存档备份，存于）
- 关于耶和华见证人血液方面的革新 （页面存档备份，存于）